# Eugenio Morel
Eugenio Félix Morel Bogado (Asunción, 1º gennaio 1950) è un ex calciatore paraguaiano.

## Palmarès

### Club

#### Competizioni nazionali
- Campionato paraguaiano: 1

Libertad: 1976
- Primera B Nacional: 1

San Lorenzo: 1982

### Nazionale
- Coppa America: 1

Copa América 1979

### Individuale
- Capocannoniere della Coppa America: 1

Copa América 1979 (4 gol)